# Kupiec wenecki (film 2004)
Kupiec wenecki (ang. The Merchant of Venice) – zrealizowany w ramach międzynarodowej koprodukcji brytyjski dramat kostiumowy z 2004 roku w reżyserii Michaela Radforda. Adaptacja sztuki pod tym samym tytułem autorstwa Williama Szekspira.

## Obsada
- Al Pacino jako Shylock
- Jeremy Irons jako Antonio
- Joseph Fiennes jako Bassanio
- Lynn Collins jako Portia
- Zuleikha Robinson jako Jessica
- Kris Marshall jako Gratiano
- Charlie Cox jako Lorenzo
- Heather Goldenhersh jako Nerissa
- MacKenzie Crook jako Launcelot Gobbo
- John Sessions jako Salerio

## Produkcja
Zdjęcia kręcono we Włoszech (Wenecja, Thiene w prowincji Vicenza, Valsanzibio w prowincji Padwa) oraz w Luksemburgu (Esch-sur-Alzette).